# 淺野麻由美
淺野麻由美（日语：／ Asano Mayumi，1969年11月13日—）是日本女性聲優，東京都出身，從屬大澤事務所。

## 人物
- 代表作是真珠美人魚中的洞院莉娜。
- 扮演角色包括從少年、少女、成年女性到英雄之類的人物。
- 2006年10月，從Production baobab事務所轉移到目前的事務所。

## 主要出演作品

### 電視動畫
- 銀魂（錦幾松）
- Keroro軍曹（足球少年）
- 火影忍者（白）
- BLEACH（ほりうちひろなり）
- 名偵探柯南（吉良蓮絵、島明日香、弘美）
- 少年悍將（Black Fire）

1996年
- 蠟筆小新（少年、男孩子A）

1997年
- 烈火之炎（年幼的凍季也）

2000年
- 幪面貓俠（拉高/幪面貓俠）
- 夢幻妖子（梧納涼）
- 暗之末裔（黑崎密）
- 銀河冒險戰記（ガスコーニュ・ラインガウ）
- 學校怪談（圭太）
- 哆啦A夢 (大山羨代版)（鄉下的少年A、少年）

2001年
- 彗星公主（三島佳祐）
- 棋魂（川萩中大将、奧村、女學生）
- 小魔女DoReMi第3期（魔女莉多）

2002年
- 幸運大頭狗（日语：ふぉうちゅんドッグす）（Jacky）
- 驚爆危機（聖奈）

2003年
- 狼雨（藍影）
- 真珠美人魚（洞院莉娜、星老師）
- 最後流亡（克勞士·沃卡）
- 偵探學園Q（朝吹麻耶）
- 至NET奇兵（治狼）
- 驚爆危機？校園篇（佐佐木博巳）

2004年
- 真珠美人魚pure（洞院莉娜）
- 陰陽大戰記（カンナ）
- 抓鬼天狗幫（茨木童子）
- 火之鳥（左近介）
- 奇幻兒童（康拉德的母親、雷達）

2005年
- 天使心（美女B）
- 交響詩篇（希爾妲、霍蘭德少年期）
- 我太太是高中生（水之咲櫻）
- 血戰（安娜瑪麗）

2006年
- 地獄少女 二籠（神代瑛子）
- 王牌酒保（五島）

2007年
- Yes! 光之美少女5（夏木和代）
- 月面兔兵器米娜（如月米娜）
- 銀魂（錦幾松）
- 精靈守護者（托亞）
- 龍鳴（北島悠理）
- 火箭女孩（三浦秀人、桃井敬子）

2008年
- 吸血鬼騎士（母親）
- 純情羅曼史（高槻理沙子）
- 純情羅曼史2（高槻理沙子）
- SOUL EATER（小鬼）

2009年
- 天堂餐館（ルチーア）

2010年
- 火影忍者疾風傳（白）

2011年
- 「C」（珍妮佛・佐藤）
- 最後流亡-銀翼的飛夢-（克勞士·沃卡）

2012年
- 殭屍哪有那麼萌？（散華亞里亞）
- 釣球（真理子）

2013年
- 八犬傳－東方八犬異聞－第二季（仁的母親、異形之妖）
- 科學小飛俠Crowds（今岡雅子、リポーター）

2014年
- 天雷爭霸：復仇者聯盟（Black Fire）
- 東京喰種（A夫人）

2015年
- 電波教師（光太郎的母親）
- 攻殼機動隊 ARISE ALTERNATIVE ARCHITECTURE（庫魯茲、女）
- 銀魂°（錦幾松）
- 純情羅曼史3（高槻理沙子）

2016年
- 名侦探柯南（庄野杏奈 #814-815）
- 聖戰刻耳柏洛斯 龍刻的災禍（貴族）
- 91Days（拉克莉瑪）

2018年
- 東京喰種:re（A夫人）
- DEVILSLINE 惡魔戰線（安齋綠）
- 驚爆危機！Invisible Victory（佐佐木博巳）

2019年
- 屁屁偵探（女盜賊）
- BEASTARS（女舍監）

2020年
- 請在伸展台上微笑（綾野麻衣）

2022年
- 數碼寶貝幽靈遊戲（クズハモン）

2023年
- 神奇柑仔店 錢天堂（柿子、被捨棄的玩具）
- 希望之力～成年光之美少女'23～（夏木和代）

2024年
- 星辰墜落之國的妮娜（ノア・ハレ）

2025年
- 聖騎士之戰 奮戰：DUAL RULERS（梅喧[1]）
- CITY THE ANIMATION（安達太良母親[2]）

### 劇場版動畫
- 機動戰士Z GUNDAM（Lila Milla Rira）

### 遊戲
1999年
- 莎木（紅紫明）

2004年
- 真實犯罪：洛城街頭（洛基・貝拉斯科）

2003年
- 火影忍者系列遊戲（2003年－2016年 白）

2014年
- 朧村正 角隠女地獄（八重）

2017年
- 聖騎士之戰Xrd REV 2（梅喧）

2021年
- 侍魂 曉（梅喧）
- 拳皇全明星（梅喧）

### 外語配音
- CSI（薩拉・賽多爾）
- 飛越比佛利（ザック：Season 8）
- 盧安達飯店（タチアナ）
- 通往泰瑞比西亚的桥（ジェス・アーロンズ）

## 外部連結
- 官方網站（日語）